# Добров Геннадій Михайлович
Геннадій Михайлович Добров (9 березня 1929, Артемівськ — 4 січня 1989, Київ) — один із основоположників наукознавства в Україні, засновник української наукознавчої школи, засновник Центру досліджень науково-технічного потенціалу та історії науки ім. Г.М. Доброва НАН України (з 2017 р. Інститут), член-кореспондент АН УРСР (1988). Член-кореспондент Міжнародної академії історії науки (Париж, 1965). Член Міжнародної академії гуманітарних та природничих наук (1972). Доктор економічних наук (1968), кандидат технічних наук (1953), професор (1970).
Автор близько 600 наукових праць, у тім числі 10 індивідуальних монографій, з яких “Наука о науке” перевидана в 17 країнах. У 1999 році опубліковано також його рукопис «Капутология, или прикладной системный анализ неудач» – глибоке дослідження з менеджменту, написане в жартівливій формі.
Розвинув теорію науково-технічного потенціалу та методів його вимірювання, теорію та практику науково-технічного прогнозування, один із перших в СРСР розпочав роботи з наукометрії.

## Біографія
Народився 9 березня 1929 р. у м. Артемівськ Артемівсьпої округи УСРР. У 1950 р. закінчив механіко-машинобудівельний факультет Київського політехнічного інституту, в 1953 р. – аспірантуру з спеціальності «історія науки та техніки» Інституту теплоенергетики АН УРСР (зараз – Інститут технічної теплофізики НАН України). Після закінчення аспірантури залишився працювати в цьому ж Інституті на посаді молодшого наукового співробітника. Продовжуючи наукові дослідження, опублікував низку праць, включаючи свою першу монографію «История советских угледобывающих комбайнов» (1958), підготовлену на основі кандидатської дисертації (1953). З цим дослідженням пов’язана капітальна двотомна монографія «История технического развития угольной промышленности Донбасса» (1969), одним із авторів і керівників авторського колективу якої був Г.М. Добров.
У 1958—1961 роках — 1-й секретар Київського обласного комітету ЛКСМУ.
У 1961 р. Г.М. Добров повернувся до Академії наук на посаду старшого наукового співробітника Інституту теплоенергетики (1961 – 1963). У цей час його інтереси перемістились в сферу кібернетики та теорії управління у застосуванні до проблем розвитку науки. У 1964 р. опубліковано ряд його досліджень у цьому напрямку, у тім числі книгу «Век великих надежд: судьбы научно-технического прогресса XX столетия» (у співпраці з А. Ю. Голян-Никольским).
У 1963–1964 рр. — старший науковий співробітник Інституту історії АН УРСР, в 1964 –1968 рр. – завідувач відділу історії техніки цього Інституту. Крім власне історико-наукових та історико-технічних досліджень  Г.М. Добров  і його співпрацівники вели дослідження в галузі організації і управління науковою діяльністю та прогнозування розвитку науки й техніки.
Г.М. Добров став одним із ініціаторів застосування до аналізу розвитку науки і техніки математичних і машинних методів обробки інформації. Цей цикл досліджень Г.М. Доброва та його перших учнів і співпрацівників Л. П. Смирнова, В. М. Клименюка, Є. І. Левіна узагальнено в кількох монографіях. Фундаментальна монографія Г.М. Доброва «Наука о науке. Введение в общее науковедение» (1966) фактично започаткувала цей науковий напрямок в Україні. Підняті в ній питання у подальшому були розвинуті у монографіях: «Актуальные проблемы науковедения» (1968), «Потенциал науки» (1969), «Организация науки» (1970), «Управління наукою» (1971) та ін.
У 1968–1976 та 1979–1986 Г.М. Добров очолював наукознавчі підрозділи в Інституті математики АН УРСР, Інституті кібернетики АН УРСР, Раді з вивчення продуктивних сил УРСР АН УРСР, у 1976-1979 він знаходився у відрядженні – головний дослідник Міжнародного інституту прикладного системного аналізу (Лаксенбург, Австрія). У 1971–1976 і 1979–1984 рр. він був заступником директора Інституту кібернетики АН УРСР, у 1969–1971 і 1984–1986 рр. – заступником голови Ради з вивчення продуктивних сил УРСР АН УРСР. У 1981 р. Г.М. Добров став також професором і завідувачем кафедри Київського інституту народного господарства. У 1986–1989 рр. він – заступник директора Інституту надтвердих матеріалів і керівник створеного ним Центру досліджень науково-технічного потенціалу та історії науки НАН України.
У ці роки Г.М. Добров поглиблював раніше розпочаті дослідження (прогнозування науки і техніки, управління науковою діяльністю та науково-технічним прогресом тощо), а також вів нові дослідження  (питання наукової політики, принципи і технології програмно-цільового управління наукою, організація й планування досліджень і розробок, оцінка технологій, питання пріоритетів та інновацій й ін.). Проблеми управління наукою детально розглянуто в монографіях «Науковедение как наука об эффективном управлении научной деятельностью: опыт, проблемы, перспективы», «Организация и эффективность науки» та в написаній у співавторстві з В. М. Глушковим і В. І. Терещенком монографії «Беседы об управлении».
У 1969 р. Г.М. Добров заснував періодичний міжвідомчий науковий збірник «Науковедение и информатика» і був його відповідальним редактором. У 1993 р. цей збірник було перетворено в міжнародний науковий журнал «Наука и науковедение». Г.М. Добров був також членом редакційних колегій низки наукових журналів, у тім числі відповідальним редактором серійного збірника наукових праць «Материалы по науковедению», що видавався з 1969 р., і головним редактором міжнародного журналу «Scientometrics» (Будапешт).
Г.М. Добров докладав великих зусиль до зміцнення авторитету вітчизняної науки за кордоном і до розвитку міжнародного співробітництва. Він співпрацював з низкою міжнародних організацій як експерт ЮНЕСКО та Ради Економічної Взаємодопомоги з питань наукової політики, брав участь у багатьох міжнародних наукових форумах; був науковим керівником робочої групи України в проектах ЮНЕСКО «Ефективність наукових груп» і «Соціальні оцінки нових технологій у країнах, що розвиваються». У 1971 за внесок у розвиток народного господарства Німецької Демократичної Республіки його нагородили німецьким орденом «Червоний Прапор Праці» І ступеня.
Г.М. Добров наполегливо розвивав ідею про органічну єдність історико-наукових та наукознавчих досліджень, утілену в крилатій фразі: «Із минулого – через сучасне – у майбутнє!», й уживав практичні кроки до об’єднання цих наукових напрямків. Результатом стало створення у 1986 р. Центру досліджень науково-технічного потенціалу та історії науки НАН України, який Г. М. Добров очолював  до кінця життя.
У Центрі Г.М. Добров ініціював, зокрема, дослідження історії заснування Академії наук України. Під його керівництвом було розроблено нову концепцію ранньої академічної історії, відновлено історичну правду і справедливість по відношенню до багатьох діячів української науки.
До наукознавчої школи Г. М. Доброва належить понад 10 докторів та понад 50 кандидатів наук. Утворений ним Центр (з 2017 р. Інститут) успішно виконує функції головної організації з проблем наукознавства й історії науки та техніки в Україні та користується міжнародним авторитетом. У 1989 р. Центру присвоєно ім’я цього видатного вченого й організатора науки.
Похований у Києві, на Байковому кладовищі (ділянка 2 ст.)

## Вибрані праці
1. Шляхи української науки. Київ: Товариство "Знання" УРСР, 1964. — 46 с.
2. Наука о науке. Введение в общее науковедение. — М.: Наука, 1966. — 271 с.
3. Наука о науке. Введение в общее науковедение. — Киев: Наук. думка, 1970. — 320 с.
4. Наука о науке. Введение в общее науковедение. — Киев: Наук. думка, 1989. – 301 с.
5. Прогнозирование науки и техники. — М.: Наука, 1977. — 209 с.
6. Беседы об управлении. [Совместно с В. М. Глушковым и В. И. Терещенко]. — М.: Наука, 1974. — 224 с.
7. Научно-технический потенциал: Структура, динамика, эффективность. [Совместно с В.Е. Тонкалем, А.А. Савельевым, Б.А. Малицким]. — Киев: Наук. думка, 1987. — 346 с.
8. Наука: информация и управление. (Информационные проблемы управления наукой). [Совместно с А.А. Коренным]. — М.: Сов. радио, 1977. — 256 с., илл.
9. Прогнозирование и оценки научно-технических нововведений. [Совместно с А.А. Коренным]. — Киев: Наук. думка, 1989. — 276 с.
10. Капутология, или прикладной системный анализ неудач. // Добров Геннадій Михайлович (1929 – 1989). Збірник. Друге видання, перероблене і доповнене. К.: Фенікс, 2004. C. 81–127.
11. Добров Геннадій Михайлович (1929 – 1989). – Збірник. Друге видання, перероблене і доповнене. К.: Фенікс, 2004. – 128 с.
12. История советских угледобывающих комбайнов. – М: Углетехиздат, 1958. – 280 с.
13. История технического развития угольной промышленности Донбасса. [Совместно с А.Н. Щербанем, С.В. Шухардиным и др.]. — Киев: Наук. думка, 1969.
14. Век великих надежд: судьбы научно-технического прогресса XX столетия [Совместно с А.Ю.Голян-Никольским] .– К.: Наук. думка, 1964. – 180 с.
15. Использование математических методов и ЭВМ в исследованиях по истории техники. — Киев: КДНТП, 1965. — 57 с.
16. Машинные методы переработки историко-научной информации. [Совместно с Л.П. Смирновым, В.Н. Клименюком]. — М.: Наука, 1969. — 270 с.
17. Машинные методы анализа информации об опыте научно-технического развития. [Совместно с Л.П. Смирновым, В.Н. Клименюком, Е.И. Левиным). — М.: Наука, 1972. — 311 с.
18. Актуальные проблемы науковедения. – М.: Знание, 1968. 46 с.
19. Потенциал науки. [Совместно с В.Н. Клименюком, Л.П. Смирновым, А.А. Савельевым]. — Киев: Наук. думка, 1969. — 152 с.
20. Организация науки. [Совместно с В.Н. Клименюком, В.М. Одриным, А.А. Савельевым]. — Киев: Наук. думка, 1970. — 204 с.
21. Управління наукою. [Спільно з В.М. Клименюком, Г.О. Самойловим та ін.]. — Київ: Наук. думка, 1971. — 268 с.
22. Прогнозирование науки и техники. — М.: Наука, 1969. — 208 с.
23. Методика программного прогнозирования науки и техники. [Совместно с В.М. Глушковым, Ю.В. Ершовым]. — М.: ГКНТ СССР, 1971. — 138 с.
24. Экспертные оценки в научно-техническом прогнозировании / Г.М.Добров, Ю.В.Ершов, Е.И.Левин, Л.П.Смирнов. - Киев: Наук. думка, 1974. - 160 с.
25. Управление эффективностью научной деятельности. [Совместно с Э.М. Задорожным, Т.И. Щедриной]. — Киев: Наук. думка, 1978. — 240 с. 23. Управление исследованиями, разработками, нововведениями. [Совместно с Р. Рэндольфом] // IIASA 1NFAC Workshop. — London, 1979.
26. Проблеми наукової політики в Українській РСР. [Спільно з В.М. Клименюком, О.О. Богаєвим] // Вісн. АН УРСР. — 1970. — No1. — С. 85—95.
27. Основы научной политики // Управляющие системы и машины. — 1973. — Вып. 8. — С. 3—19.
28. Организация и эффективность науки. - Berlin : Akad. Verlag, 1971. – 276 с.
29. Новий погляд на історію заснування Академії наук України. [Спільно з В.І. Онопрієнком, Л.В. Матвєєвою] // Вісн. АН УРСР. — 1989. — N 4. — С. 58—73.